# Bogusław Krawczyk
Bogusław Dionizy Krawczyk (ur. 15 maja 1906 w Dubience, zm. 19 lipca 1941 w Dundee) – polski wojskowy, oficer Marynarki Wojennej, od 1938 roku do dnia samobójczej śmierci dowódca okrętu podwodnego „Wilk”, na którym uczestniczył w obronie Wybrzeża, przedarł się do Wielkiej Brytanii i patrolował Morze Północne. Kawaler Orderu Virtuti Militari.

## Życiorys
Był synem Władysława i Michaliny z Witkowskich. Po ukończeniu w 1925 roku Gimnazjum im. Stanisława Staszica w Hrubieszowie wstąpił do Oficerskiej Szkoły Marynarki Wojennej w Toruniu. Promocję oficerską uzyskał w 1928 roku jako prymus rocznika. Skierowany na dalszą naukę do francuskiej École d'Application des Enseignes de Vaisseau odbył rejs szkoleniowy na krążowniku pancernym „Edgar Quinet”. Po ukończeniu nauki w 1929 roku powrócił do kraju i otrzymał przydział do Flotylli Pińskiej.
Od 1930 roku był oficerem Dowództwa Floty, później Kierownictwa Marynarki Wojennej. 1 stycznia następnego roku otrzymał awans do stopnia porucznika marynarki. W latach 1931–1932 ukończył École de Navigation Sous-Marine w Tulonie, w 1934 roku Kurs Oficerów Broni Podwodnej. Służył jako oficer na okrętach podwodnych „Wilk” i „Żbik”. Na tym ostatnim był zastępcą dowódcy w czasie wizyt zagranicznych w Kopenhadze i Tallinnie. 19 marca 1936 roku awansował do stopnia kapitana marynarki. W 1938 roku objął dowodzenie „Wilkiem”. Miał opinię jednego z najlepszych oficerów okrętów podwodnych w Marynarce Wojennej, o dużej wiedzy, kulturze i zdolnościach dowódczych, ale również upartego, o przesadnej dumie i ambicji, co skutkowało konfliktami z przełożonymi. Znał biegle cztery języki, grał na fortepianie, malował i pisał wiersze, żeglował.
W wojnie obronnej 1939 roku uczestniczył od 1 do 11 września, stawiając między innymi zagrodę minową w rejonie Świbna. Jego okręt był kilkakrotnie atakowany i na rozkaz Dowództwa Floty podjął udaną próbę przedarcia się do Wielkiej Brytanii. Do Rosyth wpłynął 20 września. Przejście przez Cieśniny Duńskie zostało uznane za spory wyczyn bojowy i nawigacyjny, „Wilka” wizytowali między innymi prezydent Władysław Raczkiewicz oraz król Jerzy VI z małżonką, a jego dowódca został odznaczony Distinguished Service Order. W czasie wizytacji generała Sikorskiego w listopadzie 1939 roku doszło do incydentu: kapitan Krawczyk (podobnie jak dowódca „Orła”, kapitan Jan Grudziński) nie podał ręki towarzyszącemu Naczelnemu Wodzowi admirałowi Świrskiemu, okazując mu w ten sposób brak zaufania. Wkrótce jednak, podobnie jak Grudziński, został odznaczony Krzyżem Srebrnym Orderu Virtuti Militari.
Po remoncie okrętu podjął patrole na Morzu Północnym. 3 maja 1940 roku został awansowany do stopnia komandora podporucznika i wkrótce wysłany do Szwecji z tajną misją przygotowania przejścia internowanych tam trzech polskich okrętów podwodnych do Wielkiej Brytanii. Jednak na skutek klęski sprzymierzonych w Norwegii i załamania frontu we Francji, oraz zwiększonych nacisków niemieckich na rząd szwedzki, misja zakończyła się niepowodzeniem i Krawczyk powrócił do Wielkiej Brytanii. Po powrocie na stanowisko dowódcy „Wilka” stanął przed problemem upadku dyscypliny i morale załogi, złego stanu technicznego okrętu oraz konfliktu personalnego z przełożonymi. Admirał Świrski zaproponował utworzenie bazy przy Grupie Okrętów Podwodnych z komandorem Krawczykiem jako dowódcą, narzucając mu jednocześnie na stanowisko zastępcy osobę, której nie ufał. 19 lipca 1941 roku komandor Krawczyk popełnił samobójstwo, którego motywy nie są do końca znane. Wśród przyczyn wymieniana jest wiadomość o zamiarze zdjęcia go z dowództwa okrętu i internowania jego załogi, którą miał otrzymać od Szefa KMW. Został pochowany na Western Necropolis w Dundee.
Poza Orderem Virtuti Militari i Distinguished Service Order był odznaczony również Krzyżem Walecznych oraz Medalem Morskim.